# EdisonFuture
EdisonFuture – amerykański startup planujący produkcję  samochodów elektrycznych pickupów, z siedzibą w Livermore, działający od 2020 roku. Należy do chińskiego przedsiębiorstwa SPI Energy.

## Historia
W 2020 roku chińskie przedsiębiorstwo SPI Energy zdecydowało się poszerzyć swoją obecność w Stanach Zjednoczonych, oprócz posiadania pełni udziałów w tutejszej firmie Phoenix Motorcars tworząc także startup EdisonFuture. W styczniu 2021 roku firma rozpoczęła współpracę z biurem stylistycznym Icona Design, któremu zlecono opracowanie wyglądu pierwszych planowanych pojazdów marki EdisonFuture.
W połowie października 2021 roku EdisonFuture przedstawiło szczegółowe wizualizacje swojego pierwszego pojazdu, EF1. Dostępny zarówno jako pełnowymiarowy, 4-drzwiowy pickup, jak i zabudowana odmiana odstawcza, ma trafić do sprzedaży w pierwszej połowie 2022 roku. Startup nie przedstawił jeszcze pełnej specyfikacji pojazdu. W listopadzie 2021 roku podczas wystawy samochodowej w Los Angeles przedstawiono fizyczny prototyp zarówno pickupa, jak i opartej na nim wersji dostawczej.

## Modele samochodów

### Studyjne
- EdisonFuture EF1 (2021)